# Rosy Ocampo
Rosa María Ocampo García (née le 11 novembre 1959 à Mexico), est une productrice de télévision mexicaine.

## Télévision

### Productrice exécutive

#### Telenovelas
- 1998-1999 : El diario de Daniela (Televisa)
- 2000 : Amigos X Siempre (Televisa)
- 2000 : Rayito de luz (Televisa)
- 2001 : Aventuras en el tiempo (Televisa)
- 2002 : Cómplices al rescate (Televisa)
- 2003-2004 : Alegrijes y Rebujos (Televisa)
- 2004 : Misión S.O.S (Televisa)
- 2006-2007 : La fea más bella (Televisa)
- 2007 : Amor sin maquillaje (Televisa)
- 2008 : Las tontas no van al cielo (Televisa)
- 2009 : Camaleones (Televisa)
- 2011 : La force du destin (La fuerza del destino) (Televisa)
- 2012 : Por ella soy Eva (Televisa)
- 2013 : Mentir para vivir (Televisa)
- 2013-2014 : Qué pobres tan ricos (Televisa)
- 2015 : Antes muerta que Lichita (Televisa)

#### Émissions
- 1973 : Plaza Sésamo (Televisa)
- 1994 : Operalia (Televisa)
- 2003-2005 : Código F.A.M.A. (Televisa)
  - Código F.A.M.A.: 1re saison (2003)
  - Código F.A.M.A.: 2e saison (2004)
  - Código F.A.M.A.: 3e saison (2005)
  - Código F.A.M.A.: International (2005)

### Productrice associée

#### Telenovela
- 1986 : Martín Garatuza (Televisa)